# Need for Speed Payback
Need for Speed: Payback – gra komputerowa z serii Need for Speed. Gra ukazała się 10 listopada 2017. Za produkcję odpowiada firma Ghost Games, która stworzyła również dwie poprzedniczki: Need for Speed: Rivals oraz Need for Speed z 2015. Gra została wydana przez Electronic Arts na konsole Xbox One, Xbox series S i Xbox series X oraz PlayStation 4 i PlayStation 5 oraz komputery osobiste.

## Opis fabuły
W Need for Speed: Payback gracz poznaje losy trójki bohaterów – Tylera Morgana, Seana "Maca" McCallistera oraz Jessiki "Jess" Miller. Wcześniej ekipa liczyła cztery osoby, ale wspólniczka zdradziła ich, przez co stracili wszystko. By się zemścić, muszą zmierzyć się z kartelem zwanym Familią. Ma on układy w wielu miejscach, w tym w policji. Jedynym sposobem na pokonanie ich jest wygrana w Gonitwie Banitów – prestiżowym, ogólnokrajowym wyścigu. Aby ekipa mogła w nim startować, z pomocą Marcusa "Szulera" Weira musi pokonać wszystkie ligi uliczne w Silver Rock.

## Odbiór gry
Ta odsłona w wersji na PlayStation 4 zebrała średnie recenzje – 61/100 w Metacritic.